# AutoPulse

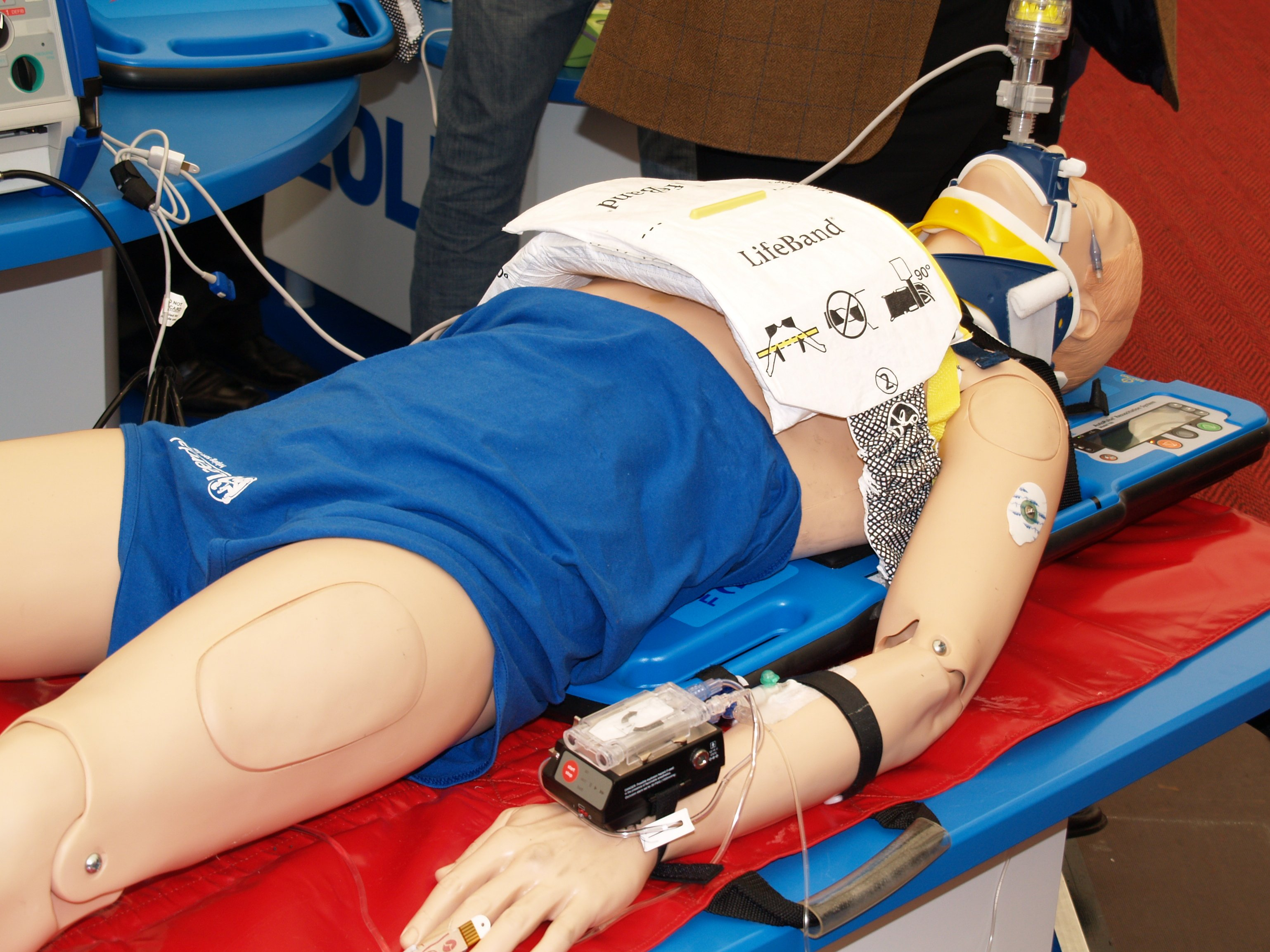
AutoPulse installé sur un mannequin

AutoPulse est un appareil portable automatique, de réanimation cardio-pulmonaire, fonctionnant sur batterie.
Il a été conçu par Revivant et racheté par ZOLL Medical Corporation qui le fabrique désormais.
Il s'agit d'un dispositif de compression thoracique constitué d'une bande de compression et d'un demi panneau, qui est destiné à l'usage comme traitement d'appoint de la RCP au cours de manœuvres de réanimation dans le cadre d'un arrêt cardiaque (ACR) par des professionnels de santé.
L'AutoPulse utilise une bande de distribution pour fournir une compression du thorax
Dans la littérature, il est également connu sous le nom LDB-CPR (Load Distribution Bande-CPR)
L'AutoPulse mesure la dimension et la résistance du thorax, avant de fournir une combinaison unique de compression thoracique et cardiaque.
La profondeur de la compression et la force employée varient en fonction du patient.
L'enfoncement du thorax correspond à une réduction de 20 % de la profondeur antérieur-postérieur. Le cycle physiologique est de 50 %. Il fonctionne en mode de compression discontinue permettant l'alternance de 30 compressions et de 2 insufflations ou alors à la fréquence de 100 compressions par minute en continu (rythme du massage cardiaque externe recommandé lors de la RCP).

## Fonctionnement de l'appareil
La tête du patient, ses épaules et le haut de son dos sont couchés sur l'unité inférieure, avec les  boutons de contrôle pour l'AutoPulse derrière l'oreille gauche du patient. Il peut être complété par un système de soutien des cervicales.
L'unité comprend l'ordinateur de contrôle, avec la batterie rechargeable, et les moteurs qui actionnent la bande de survie.
La bande de survie possède une sangle réglable et couvre l'ensemble de la cage thoracique.
Une fois que le patient (dont le thorax doit être dévêtu au préalable) est attaché, on appuie sur le bouton de démarrage.
La bande de survie qui est serrée autour de la poitrine, détermine la taille de la poitrine du patient et sa résistance, et procède à la compression rythmique de la cage thoracique entière, qui provoque le pompage du sang par le cœur à un débit de 80 compressions par minute. La bande de survie peut être placée par-dessus les électrodes ou un patch de défibrillation, mais doit être temporairement détachée pendant qu'un choc de défibrillation est effectué, et repositionnée ensuite. La bande de survie est jetable, et à usage unique pour des raisons d'hygiène.

## Mécanismes de circulation sanguine CPR
Le système de la bande, répartie sur et sous le thorax, en comprimant l’ensemble de la cage thoracique, produit une circulation sanguine supérieure à celle d'une CPR obtenue par une compression sternale seule. La capacité à produire une circulation sanguine pour les victimes d'un arrêt cardiaque soudain est en grande partie déterminée par la puissance de la compression.
Les facteurs qui déterminent la puissance de la compression, sont la force de la compression, et l'amplitude de la compression, et la durée pendant laquelle la compression est maintenue à son amplitude maximale.
| Cardiac Pump | Thoracic Pump | Thoracic and Cardiac Pump combined |

## Études et essais cliniques
L'étalon or des travaux sur la réanimation est le taux de survie après la sortie de l'hôpital.
Bien que le sens commun aurait tendance à considérer que les résultats et court et moyen terme comme le retour d'une circulation spontanée (ROSC) ou la survie pendant le séjour à l'hôpital sont prometteurs, les chercheurs expérimentés savent que ce qui compte, ce sont les patients sortant neurologiquement indemnes de l'hôpital, les autres étant finalement des échecs.
Plusieurs études sur les animaux ont montré que les machines automatiques de CPR sont plus efficaces que les CPR effectués de façon manuelle.
Une étude a montré que l'usage de l'AutoPulse produisait un afflux sanguin vers le cœur et le cerveau qui était comparable aux niveaux antérieurs à l'arrêt cardiaque. Dans une autre étude, il a été démontré qu'un AutoPulse adapté à cet usage était très efficace en cas d'arrêt cardiaque sur les animaux. Là où un CPR manuel était faible et sans efficacité. Des cochons ont été utilisés dans l'étude et ont été laissés en arrêt cardiaque pendant huit minutes pour simuler le temps moyen d'arrivée d'une ambulance. 73 % des cochons qui ont été mis dans l'AutoPulse ont pu être réanimés, et 8 % des cochons survivants n'ont montré aucune séquelle neurologique. Aucun des cochons qui avaient reçu un CPR manuel n'a survécu.
L'appareil a montré des résultats moins prometteurs sur l'être humain. Bien que quelques études aient montré une pression de perfusion augmentée au niveau des vaisseaux coronaires. et un taux de retour plus important d'une circulation spontanée, avec l'AutoPulse, une étude clinique massive, avec de nombreux paramètres pris en compte a été annulée à ses débuts par l'Institutional Review Board (IRB) quand ils ont déterminé que les patients qui avaient reçu un CPR manuel étaient plus aptes à sortir de l'hôpital en bonne condition, suggérant que l'enthousiasme pour l'appareil est prématuré, étant donné que l'efficacité de l'appareil dépend de facteurs indépendants des capacités mécaniques, devant encore être déterminés."
Le guide 2005 de l'American Heart Association pour la réanimation cardiopulmonaire donne au système (LDB-CPR) une recommandation de Classe IIb.
| Class I   | Definitely recommended. Supported by excellent evidence.            |
| Class IIa | Acceptable and useful. Good to very good evidence provides support. |
| Class IIb | Acceptable and useful. Fair to good evidence provides support.      |
| Class III | Unacceptable, no documented benefit, may be harmful.                |

## Actualités
Mirror, un site d'information, indique le 14 janvier 2011, qu'Arun Bhasin est « revenu d'entre les morts » après 3 heures et demie. Il a été trouvé inconscient et ramené à l'hôpital universitaire de Croydon. Il souffrait d'un arrêt cardiaque et a été mis sous AutoPulse, qui effectue près de 20 000 compressions, gardant son cœur et ses poumons en état de fonctionnement pendant qu'une équipe médicale le prenait en charge. Après presque 3 heures et demie, le battement cardiaque est revenu.
Anderson Cooper, lors de son émission sur CNN, rapporta une histoire le 6 avril 2010 au sujet de la Firehouse Subs Public Safety Foundation dans laquelle les fondateurs, Chris et Robin Sorensen rencontrent Francisco Tuttle, un père qui a été sauvé par Mt. Pleasant, SC, des pompiers, en utilisant un AutoPulse de ZOLL, que la fondation a offert aux pompiers l'année précédente.
ABC World News Tonight fit un reportage le 19 mai 2005 au sujet des machines automatiques de CPR, et étudia l'histoire de Caralee Welch, qui survécut après trente minutes d'arrêt cardiaque pendant lesquelles AutoPulse a été utilisé.
Elle avait eu un arrêt cardiaque devant un théâtre, mais même après une demi-heure d'arrêt cardiaque, elle a finalement été sauvée sans dégâts neurologiques apparents,.

## Critiques
L'AutoPulse a reçu une quantité importante de critiques concernant la durée de vie de sa batterie. Dans le désordre, des études suggérant un faible taux de survie après la sortie de l'hôpital. Les cas de problèmes les plus importants peuvent être trouvés dans les nouvelles au sujet de la réanimation de Prince Friso après que lui et son compagnon aient été pris dans une avalanche. Dans cette situation, les batteries de l'AutoPulse sont tombées en panne après 9  et   15 minutes. D'autres ont critiqué le prix élevé, et la nature non remboursable de la bande de vie jetable.
Les études ont échoué à montrer une augmentation de la survie à la sortie de l'hôpital. Pendant l'étude ASPIRE (la première étude randomisée avec de nombreux paramètres et un échantillon important) le taux de survie à la sortie de l'hôpital diminuait de 9,9 à environ 5 %. En raison de cela, le comité d'éthique de la commission d'examen a mis fin à l'étude. Néanmoins, certains chercheurs se questionnent sur la validité du protocole ASPIRE. L'étude CIRC indique également que l'AutoPulse augmente le temps avant la première défibrillation, et diminue le taux moyen de compressions par minute en comparaison d'un CPR manuel. En général, l'étude ne montre aucune amélioration par rapport à un CPR manuel de bonne qualité.
Plusieurs cas ont été reportés où l'AutoPulse a causé des dommages supplémentaires à des patients recevant des compressions de l'appareil,.
Plusieurs départements et agences ont arrêté l'utilisation des AutoPulse, en citant les problèmes de batterie, et de fiabilité.